# Баальбек (район)
Баальбек (араб. قضاء بعلبك‎) — один из 25 районов Ливана, входит в состав провинции Баальбек-Хермель, ранее входил в состав провинции Бекаа. Самый большой по площади район в составе Ливана.
Административный центр района — город Баальбек.

## География
Район расположен в северо-восточной части Ливана и занимает площадь 2278 км². На западе граничит с районами Кесерван, Джебейль, Батрун и Бишари, на северо-западе — с районом Хермель, на юге — с округом Захле, на севере и востоке — с территорией Сирии.

## Муниципалитеты
Административно район разделён на 52 муниципалитета.